# Agapetus diacanthus
Agapetus diacanthus là một loài Trichoptera trong họ Glossosomatidae. Chúng phân bố ở miền Tân bắc.